# Omar Chehbour
Omar Chehbour, né le 4 juin 1984 à Alger, est un handballeur algérien. 
Comme son frère, Riad Chehbour, il a principalement évolué au GS Pétroliers et a été international de 2004 à 2017.

## Palmarès

### avec les Clubs
- Vainqueur du Championnat d'Algérie en 2002, 2003, 2005, 2006, 2007, 2008, 2009, 2010, 2011 et 2014
- Vainqueur de la Coupe d'Algérie en 2002, 2003, 2004, 2005, 2006, 2007,2008, 2009, 2010 et 2011
- Vainqueur de la Ligue des champions d'Afrique en 2003, 2004, 2005, 2006, 2008 et 2009
- Vainqueur de la Supercoupe d'Afrique en 2004, 2005 et 2006
- troisième de la Coupe du monde des clubs en 2007

### avec l'Équipe d'Algérie
Championnats du monde
- 19e au championnat du monde 2009 ( Croatie)
- 17e au championnat du monde 2013 ( Espagne)
- 24e au championnat du monde 2015 ( Qatar)

Championnats d'Afrique des nations
- Tour principal au championnat d'Afrique 2006 ( Tunisie)
- Médaille de bronze au championnat d'Afrique 2008 ( Angola)
- Médaille de bronze au championnat d'Afrique 2010 ( Égypte)
- Demi-finaliste au Championnat d'Afrique 2016 ( Égypte)